# Силуянов, Александр Юрьевич
Алекса́ндр Ю́рьевич Силуя́нов (р. 31 октября 1963 года, Обнинск, СССР) — российский менеджер в области спорта, политический и общественный деятель, предприниматель. Директор обнинского МУП «Дворец спорта» (2001—2011), депутат Обнинского городского Собрания пятого (2005—2010), шестого (2010—2015) и седьмого (2015—2020) созывов.
Один из самых известных спортивных функционеров Обнинска, значительно изменивший отношение жителей города к спорту. Инициатор и лоббист (совместно с Николаем Скворцовым) строительства в Обнинске крупнейшего в Калужской области спортивного комплекса «Олимп» с единственным в области 50-метровым бассейном.

## Биография
Родился 31 октября 1963 года в Обнинске. В 1980 году окончил обнинскую школу № 6. Окончил Московскую государственную юридическую академию.
После окончания девятого класса летом 1979 года участвовал в строительстве спopтивной площадки обнинской школы № 8 в Гypьяновском лecy.
Директор муниципального предприятия «Дворец спорта» (2001—2011), включавшего в себя крупнейшую обнинскую детско-юношескую спортивную школу «Квант».
При Силуянове детско-юношеская спортивная школа «Квант» получила статус школы олимпийского резерва, более чем в два раза увеличилось количество тренеров, вдвое увеличилось количество отделений, семь представителей ДЮСШ «Квант» различных видов спорта стали членами сборных команд России, плавание и бокс стали базовыми олимпийскими видами спорта на территории Калужской области. Благодаря Силуянову в Обнинске появилась первая в Калужской области дворовая площадка с искусственным покрытием, положившая начало областной программе строительства подобных площадок. В 2002 году инициировал и создал лицей «Держава» с современными спортивными сооружениями, в том числе первым в Калужской области футбольным полем с искусственным покрытием. Инициировал и начал строительство в Обнинске крупнейшего в Калужской области спортивного комплекса «Олимп» с единственным в области 50-метровым бассейном и единственным в городе крытым хоккейным кортом. Возродил футбольный клуб «Квант», состоящий в настоящее время исключительно из воспитанников ДЮСШ «Квант». После 11-летнего перерыва возобновил работу городского катка.
Ни до, ни после Александра Силуянова ни один спортивный функционер Обнинска не обладал такой концентрацией власти в области городского спорта. Вне влияния Силуянова были только волейбол с СДЮСШОР Александра Савина, художественная гимнастика c СДЮСШОР Ларисы Латыниной и несколько частных спортклубов. Но тот же Силуянов мог оказывать на них влияние как депутат Обнинского городского Собрания.
В 2005 году в конфликте между губернатором Калужской области Анатолием Артамоновым и директором лицея «Держава» Юрием Фраем, связанном с оказанием лицеем платных услуг, выступил на стороне Фрая.
Депутат Обнинского городского Собрания пятого (2005—2010), шестого (2010—2015) и седьмого (2015—2020) созывов.
Член партии «Единая Россия».
В 2011 году оставил пост директора МУП «Дворец спорта», чтобы, по сообщению обнинской прессы, заняться «peaлизацией pядa бизнec-пpoeктов».
Через год в интервью объяснил свой уход так:
…Я пpopaботал poвнo десять лет и oставил этот пост в силy тогo, чтo мнe сталo неинтepeснo. Haчался какой-тo застой. Исчез тот эмоциональный подъем, котopый двигал мной вce эти годы.
В том же интервью рассказал, что, оставив муниципальную работу, много путешествовал, а затем занялся строительным бизнесом, в частности строительством в Обнинске теннисной академии Красноруцких.